# هيكل رأس المال
هيكل رأس المال (بالإنجليزية: Capital Structure)‏ مصطلح يطلق على الطريقة التي تمول الشركة بها أصولها من خلال مزيج من حقوق الملكية والمديونية، ويتم وصف هيكل رأس المال بحساب نسبة كل من حقوق الملكية والمديونية إلى رأس المال، ويمكن وصفه أيضا بحساب معدل الرفع المالي للشركة. ولهيكل رأس المال علاقة مباشرة بمتوسط تكلفة رأس المال وهو أحد عناصر تقييم الشركات، فبتغيير الهيكل يتغير المتوسط وبالتالي تتغير قيمة الشركة.
وتعتبر نظرية موديجلياني - ميلر المصدر الأساسي للمفهوم الحديث لهيكل رأس المال.
- Baker, Malcolm P.; Wurgler, Jeffrey (2002). "Market Timing and Capital Structure". Journal of Finance 57 (1): 1–32.